# Gianluca Pessotto
Gianluca Pessotto (* 11. srpna 1970 v Latisaně, Itálie) je bývalý italský fotbalový obránce a také hráč na postu záložníka.
V letech 1996–2002 hrál za italskou reprezentaci, nastoupil ve 22 utkáních, v nichž vstřelil jeden gól. Získal s ní stříbro na mistrovství Evropy v roce 2000, hrál i na mistrovství světa 1998 (Italové vypadli ve čtvrtfinále). S Juventusem Turín vyhrál Ligu mistrů 1995/96, Superpohár UEFA 1996 a Pohár Intertoto 1999. Čtyřikrát se s ním stal italským mistrem (1996–97, 1997–98, 2001–02, 2002–03). V Juventusu působil v letech 1995–2006. Krom toho hrál za Varese (1989–1991), Massese (1991–1992), Bolognu (1992–1993), Hellas Veronu (1993–1994) a Turín (1994–1995). Krátce po skončení hráčské kariéry, 27. června 2006, přežil pád ze čtvrtého podlaží v sídle Juventusu. V ruce přitom držel růženec, což vzbudilo silné spekulace o pokusu o sebevraždu v souvislosti s probíhajícím korupčním skandálem známým jako Calciopoli, který nakonec vedl k nucenému sestupu Juventusu do druhé ligy. Jeho manželka Reana později prohlásila, že to nebyl pokus o sebevraždu, ale psychický zkrat. Po zotavení Pessotto pokračoval v manažerské práci ve fotbale.

## Hráčská statistika
| Sezóna  | Klub     | Liga     | Liga   | Liga | Ligové poháry | Ligové poháry | Ligové poháry | Kontinentální poháry | Kontinentální poháry | Kontinentální poháry | Celkem | Celkem |
| Sezóna  | Klub     | Soutěž   | Zápasy | Góly | Soutěž        | Zápasy        | Góly          | Soutěž               | Zápasy               | Góly                 | Zápasy | Góly   |
| ------- | -------- | -------- | ------ | ---- | ------------- | ------------- | ------------- | -------------------- | -------------------- | -------------------- | ------ | ------ |
| 1989/90 | Varese   | Serie C2 | 30     | 1    | -             | 0             | 0             | -                    | 0                    | 0                    | 30     | 1      |
| 1990/91 | Serie C1 | 34       | 0      | -    | 0             | 0             | -             | 0                    | 0                    | 34                   | 0      |        |
| 1991/92 | Massese  | Serie C1 | 22     | 1    | -             | 0             | 0             | -                    | 0                    | 0                    | 22     | 1      |
| 1992/93 | Bologna  | Serie B  | 21     | 1    | -             | 0             | 0             | -                    | 0                    | 0                    | 21     | 1      |
| 1993/94 | Verona   | Serie B  | 34     | 3    | IP            | 1             | 0             | -                    | 0                    | 0                    | 35     | 3      |
| 1994/95 | Turín    | Serie A  | 32     | 1    | IP            | 4             | 1             | -                    | 0                    | 0                    | 36     | 2      |
| 1995/96 | Juventus | Serie A  | 28     | 0    | IP+IS         | 1+0           | 0             | LM                   | 10                   | 0                    | 39     | 0      |
| 1996/97 | Juventus | Serie A  | 20     | 0    | IP            | 2             | 0             | LM+ES+IP             | 5+2+0                | 0                    | 29     | 0      |
| 1997/98 | Juventus | Serie A  | 21     | 0    | IP+IS         | 7+1           | 0             | LM                   | 8                    | 0                    | 37     | 0      |
| 1998/99 | Juventus | Serie A  | 19+2   | 1    | IP+IS         | 5+1           | 0             | LM                   | 8                    | 0                    | 35     | 1      |
| 1999/00 | Juventus | Serie A  | 30     | 1    | IP            | 4             | 0             | Int.+UEFA            | 4+6                  | 0                    | 44     | 1      |
| 2000/01 | Juventus | Serie A  | 32     | 0    | IP            | 1             | 0             | LM                   | 6                    | 0                    | 39     | 0      |
| 2001/02 | Juventus | Serie A  | 29     | 0    | IP            | 4             | 0             | LM                   | 11                   | 0                    | 44     | 0      |
| 2002/03 | Juventus | Serie A  | 17     | 0    | IP+IS         | 4+0           | 0             | LM                   | 7                    | 0                    | 28     | 0      |
| 2003/04 | Juventus | Serie A  | 18     | 0    | IP+IS         | 8+0           | 0             | LM                   | 5                    | 0                    | 31     | 0      |
| 2004/05 | Juventus | Serie A  | 19     | 0    | IP            | 1             | 0             | LM                   | 6                    | 0                    | 26     | 0      |
| 2005/06 | Juventus | Serie A  | 10     | 0    | IP+IS         | 2+0           | 1             | LM                   | 2                    | 0                    | 14     | 1      |
| Celkově | Celkově  | Celkově  | 397    | 9    | -             | 46            | 2             | -                    | 80                   | 0                    | 523    | 11     |

## Reprezentační kariéra
Za reprezentaci odehrál 22 utkání a nevstřelil žádnou branku. První zápas odehrál 9. října 1996 proti Gruzii (1:0). Dostal i pozvánku na
MS 1998, kde odehrál tři zápasy. Byl i na stříbrného šampionátu v roce 2000. Zde odehrál pět utkání. Poslední jeho vystoupení bylo 17. dubna 2002 proti Uruguayi (1:1).

### Statistika na velkých turnajích
| Reprezentace | Rok     | Zápasy             | Zápasy | Zápasy   | Zápasy           | Zápasy           | Zápasy            |
| Reprezentace | Rok     | Fáze turnaje       | Datum  | Soupeř   | Odehraných minut | Vstřelené branky | Výsledek          |
| ------------ | ------- | ------------------ | ------ | -------- | ---------------- | ---------------- | ----------------- |
| Itálie       | MS 1998 | 3 zápas ve skupině | 23. 6. | Rakousko | 90               | 0                | 2:1               |
| Itálie       | MS 1998 | Osmifinále         | 27. 6. | Norsko   | 17               | 0                | 1:0               |
| Itálie       | MS 1998 | Čtvrtfinále        | 3. 7.  | Francie  | 90               | 0                | 0:0 (3:4) na pen. |
| Itálie       | ME 2000 | 1 zápas ve skupině | 11. 6. | Turecko  | 62               | 0                | 2:1               |
| Itálie       | ME 2000 | 3 zápas ve skupině | 19. 6. | Švédsko  | 90               | 0                | 2:1               |
| Itálie       | ME 2000 | Čtvrtfinále        | 24. 6. | Rumunsko | 45               | 0                | 2:0               |
| Itálie       | ME 2000 | Semifinále         | 29. 6. | Nizozemí | 43               | 0                | 0:0 (3:1) na pen. |
| Itálie       | ME 2000 | Finále             | 2. 7.  | Francie  | 103              | 0                | 1:2 v prodl.      |

## Hráčské úspěchy

### Klubové
- 4× vítěz italské ligy (1996/97, 1997/98, 2001/02, 2002/03)
- 4× vítěz italského superpoháru (1995, 1997, 2002, 2003)
- 1× vítěz ligy mistrů UEFA (1995/96)
- 1x vítěz evropského superpoháru (1996)
- 1× vítěz interkontinentální poháru (1996)
- 1x vítěz poháru Intertoto (1999)

### Reprezentační
- 1× na MS (1998)
- 1× na ME (2000 - stříbro)

### Vyznamenání
Řád zásluh o Italskou republiku (12. července 2000) z podnětu Prezidenta Itálie